# کلابیه
کلابیه از فرقه‌های کلامی اسلامی است که به باور برخی، کلام اسلامی از این فرقه نشات گرفته است. رهبر این فرقه به ابن کلاب شهره است و در قرن سوم ه.ق میزیسته است. این فرقه از پیروان ابوعبدالله بن کلاب هستند. اما برخی رهبر فرقه را به بدل از عبدالله بن سعید، عبدالله بن محمد ذکر کرده اند. کلام اشعری که طرفدارانش به اشاعره شهره اند، از این فرقه تعلیم گرفته است.

## اعتقادات
این فرقه معتقدند که خداوند را کلامی مسموع نیست و جبرائیل کلامی از خدا نشنیده است و تمام فرایند وحی از طریق الهام صورت می گیرد.